# Caloboletus
Caloboletus är ett släkte av soppar tillhörande familjen Boletaceae som på molekylärfylogenetisk grund beskrevs av Alfredo Vizzini 2014 för att inrymma elva arter som tidigare fördes till Boletus. Därefter har några helt nybeskrivna arter tillkommit. Namnet har bildats genom tillägg av prefixet calo-, från grekiska καλός (kalos), "vacker", som syftar på "de vackert röda färgerna på foten som är typisk för många av arterna" och som även återfinns i bittersoppens artnamn calopus ("vacker fot").
Släktets utbredning utgörs huvudsakligen av de tempererade och subtropiska zonerna av Holarktis.

## Kännetecken
Hatthuden består av sammanvävda hyfer och är hos de flesta arter ljus, ljugrå till ljusockra, mörknar med ålder och blånar ej vid beröring. Porerna är gula (orangeröda hos C. firmus), med tiden olivfärgade och blånar vid beröring. Sporerna är släta och sporavtrycket är olivbrunt. Foten är gul, hos många arter med röda färgtoner, vanligen nätådrig. Köttet är ljust, ofta svagt gult och blånar gradvis i snittytor. Köttets bittra smak (orsakad av calopiner och cyklocalopiner) är ett viktigt kännetecken.

## Arter
- Bittersopp Caloboletus calopus
- Caloboletus conifericola sp.nov. 2014
- Caloboletus firmus
- Caloboletus frustosus
- Caloboletus inedulis
- Caloboletus kluzakii
- Caloboletus marshii sp.nov. 2014
- Caloboletus panniformis
- Caloboletus polygoius
- Rotsopp Caloboletus radicans
- Caloboletus roseipes
- Caloboletus rubripes
- Caloboletus taienus
- Caloboletus xiangtoushanensis sp.nov. 2017
- Caloboletus yunnanensis sp.nov. 2014

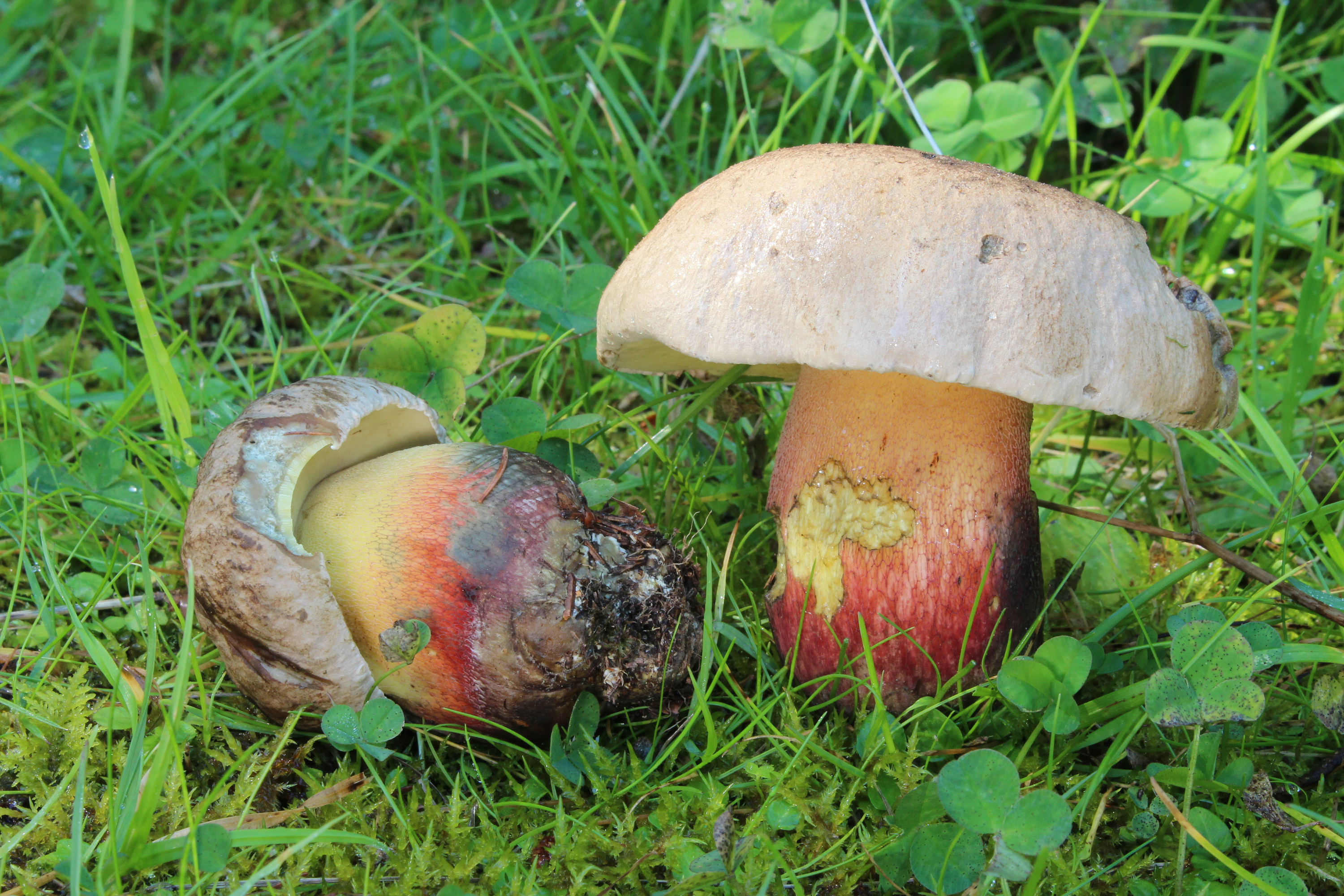
Caloboletus calopus Bittersopp
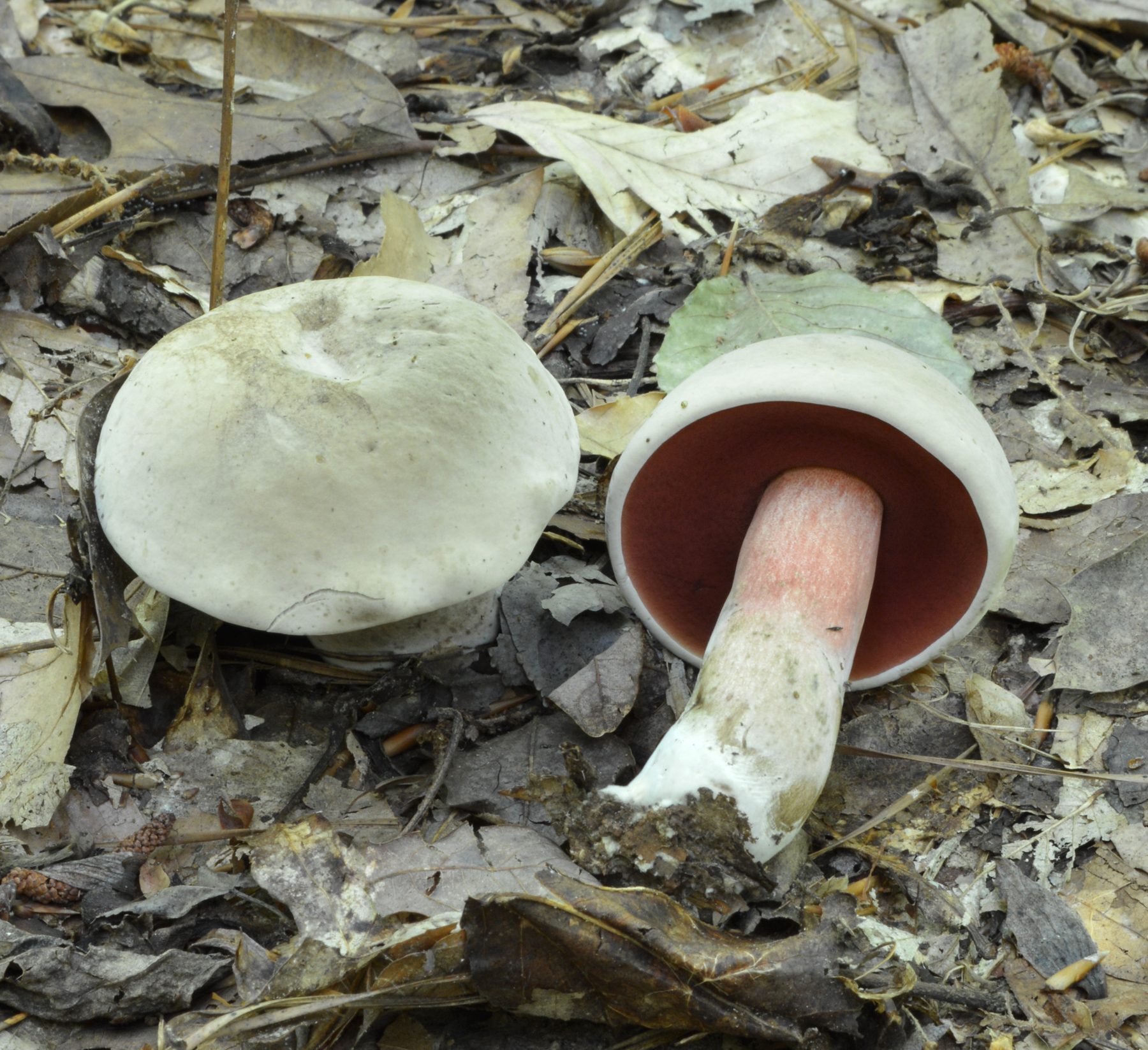
Caloboletus firmus OBS, har röda porer!
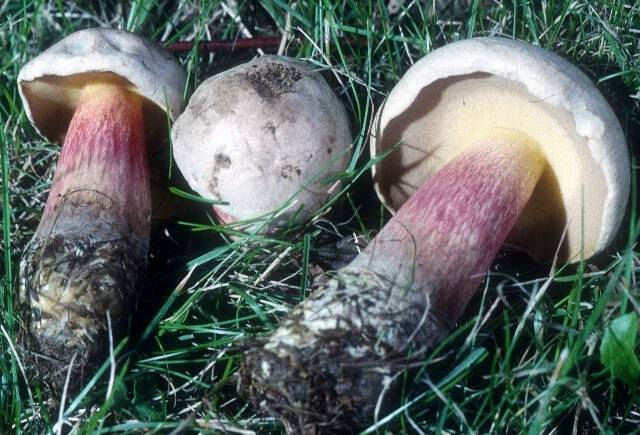
Caloboletus inedulis
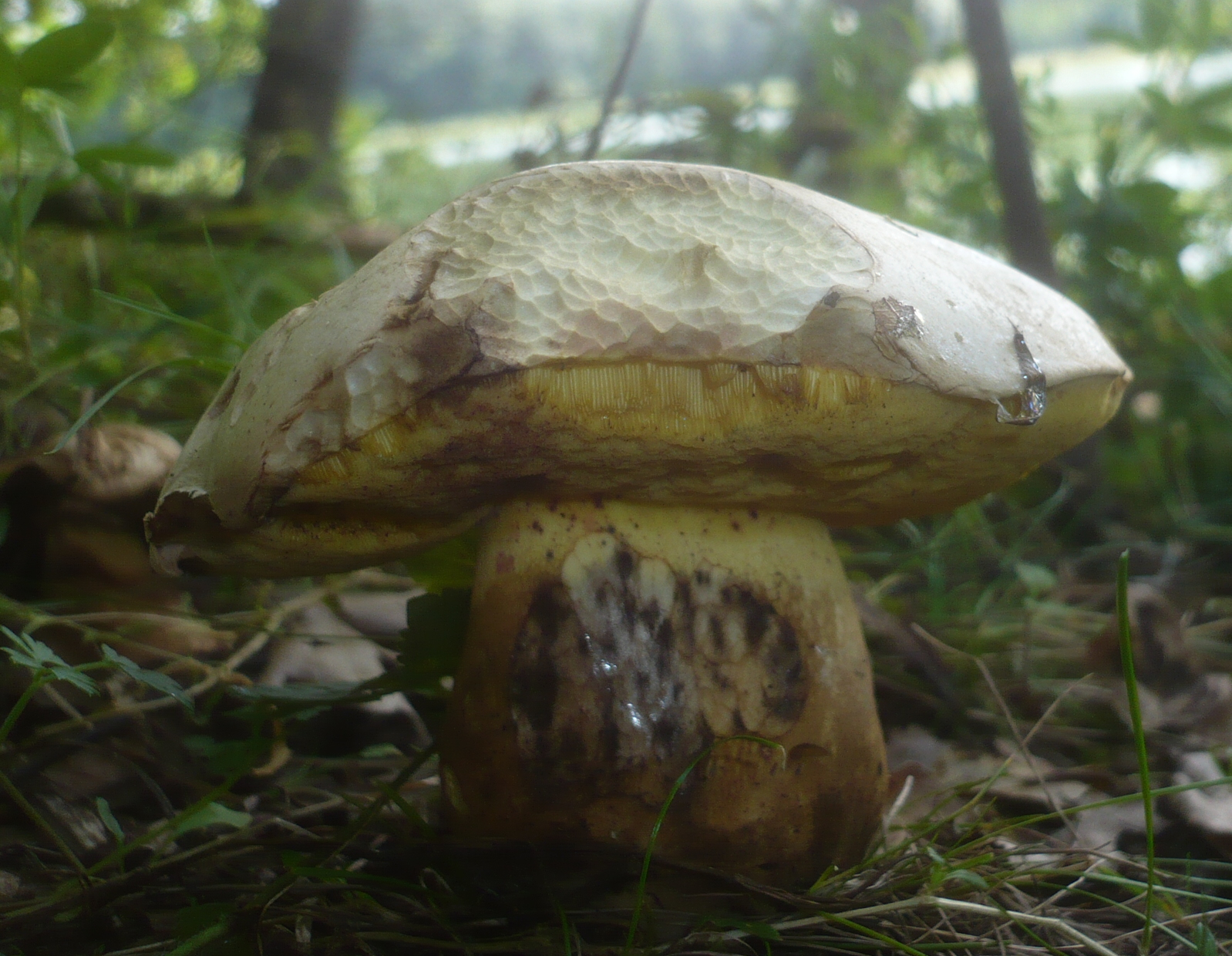
Caloboletus kluzakii
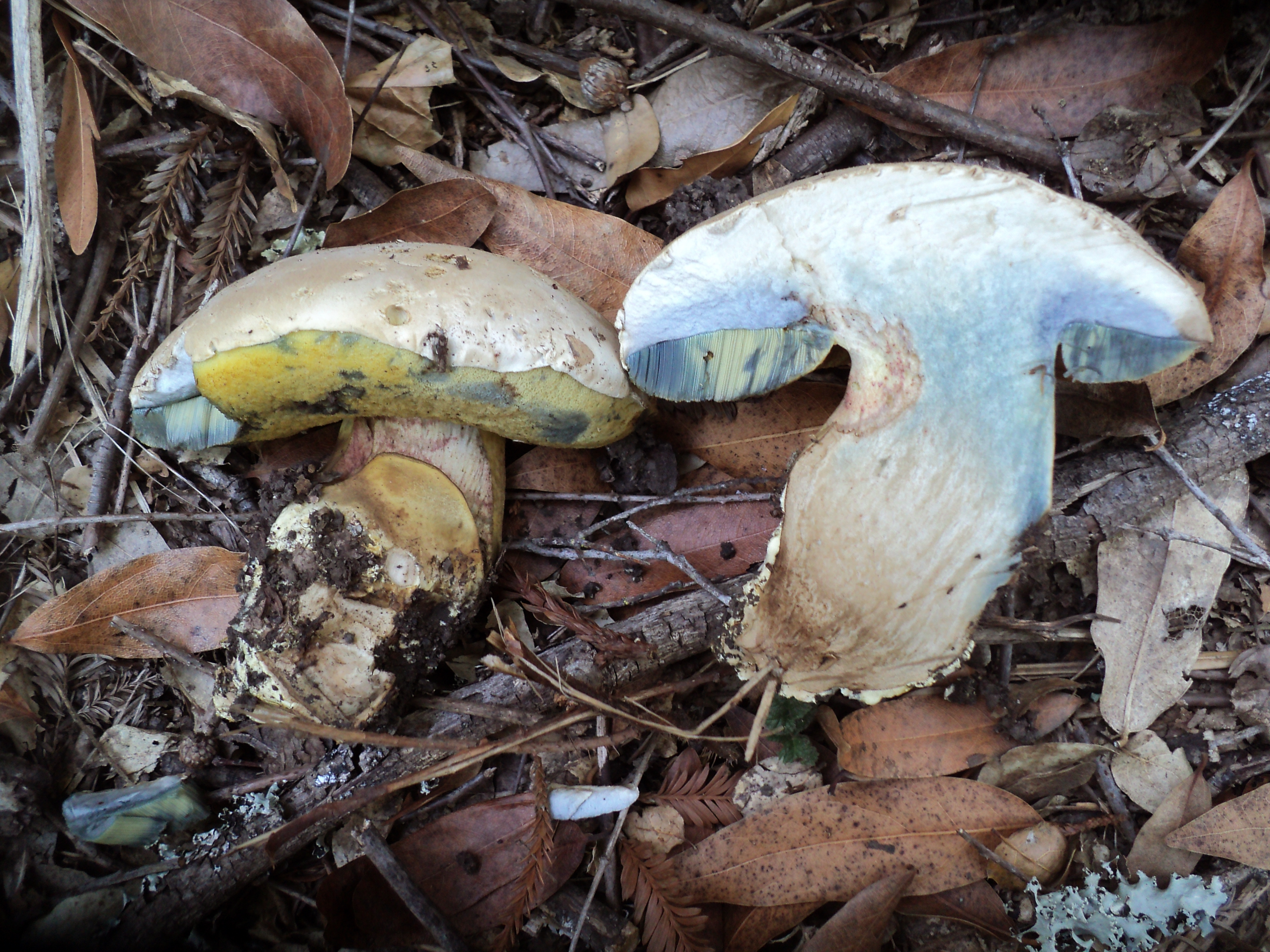
Caloboletus marshii
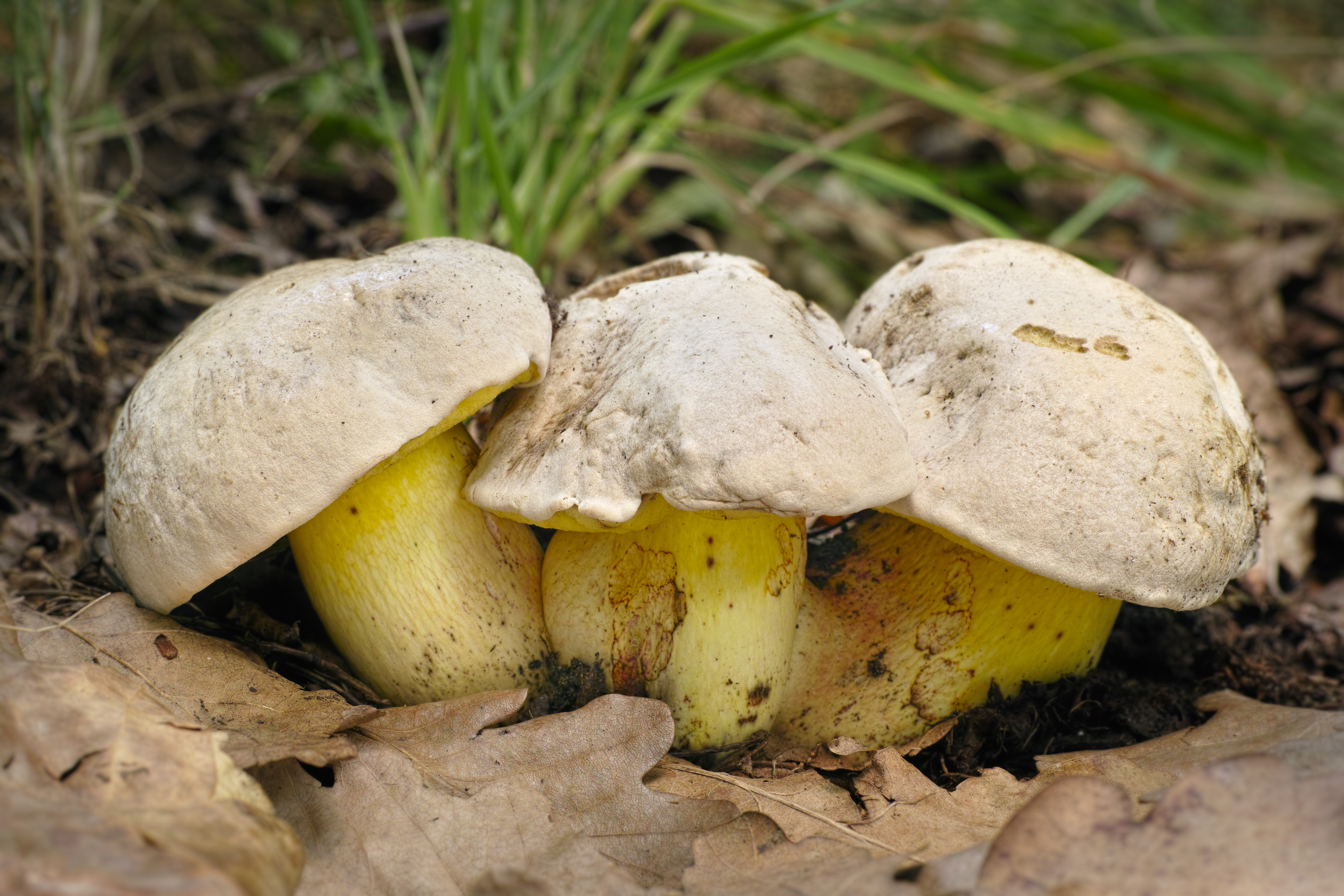
Caloboletus radicans Rotsopp
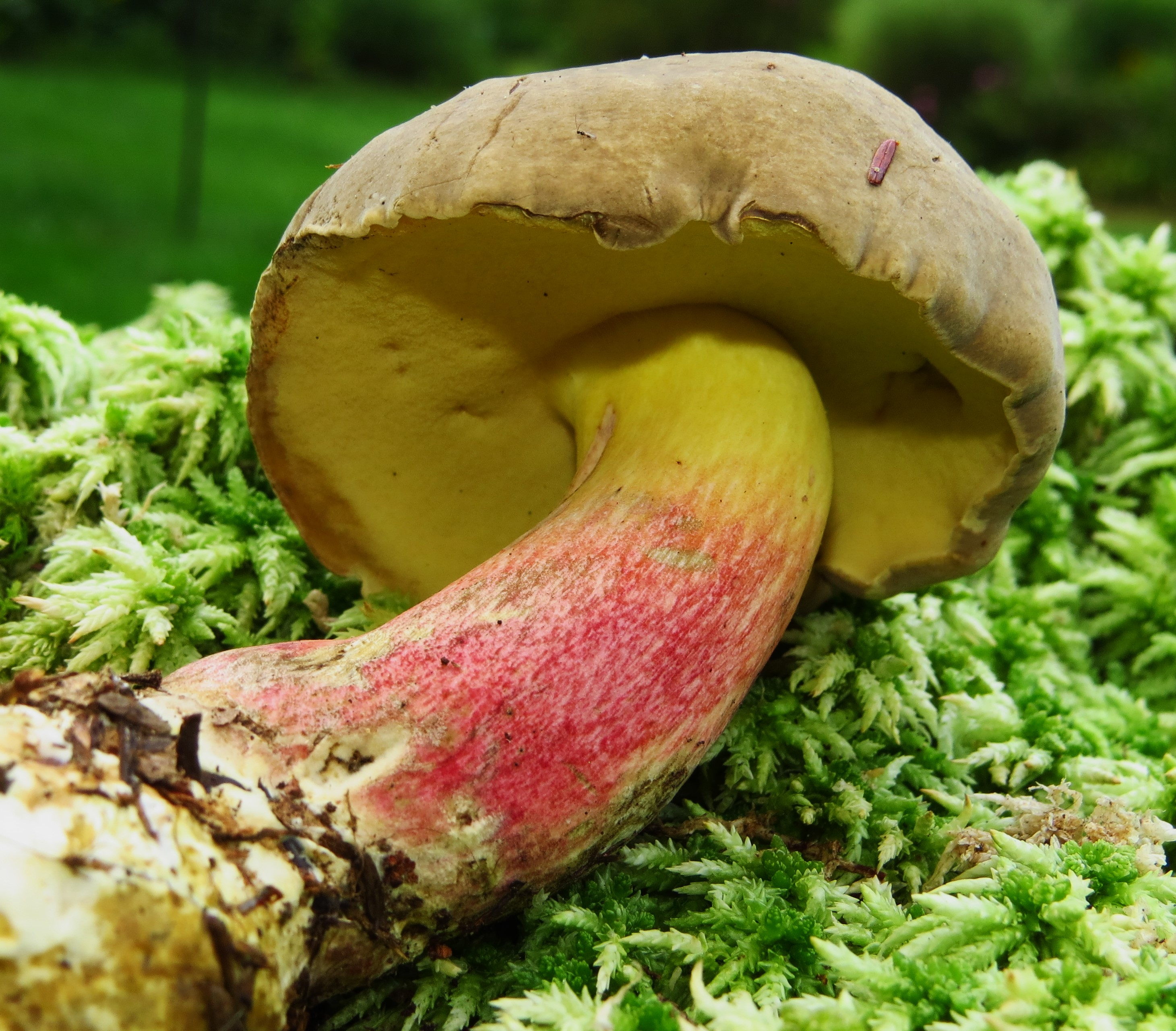
Caloboletus roseipes
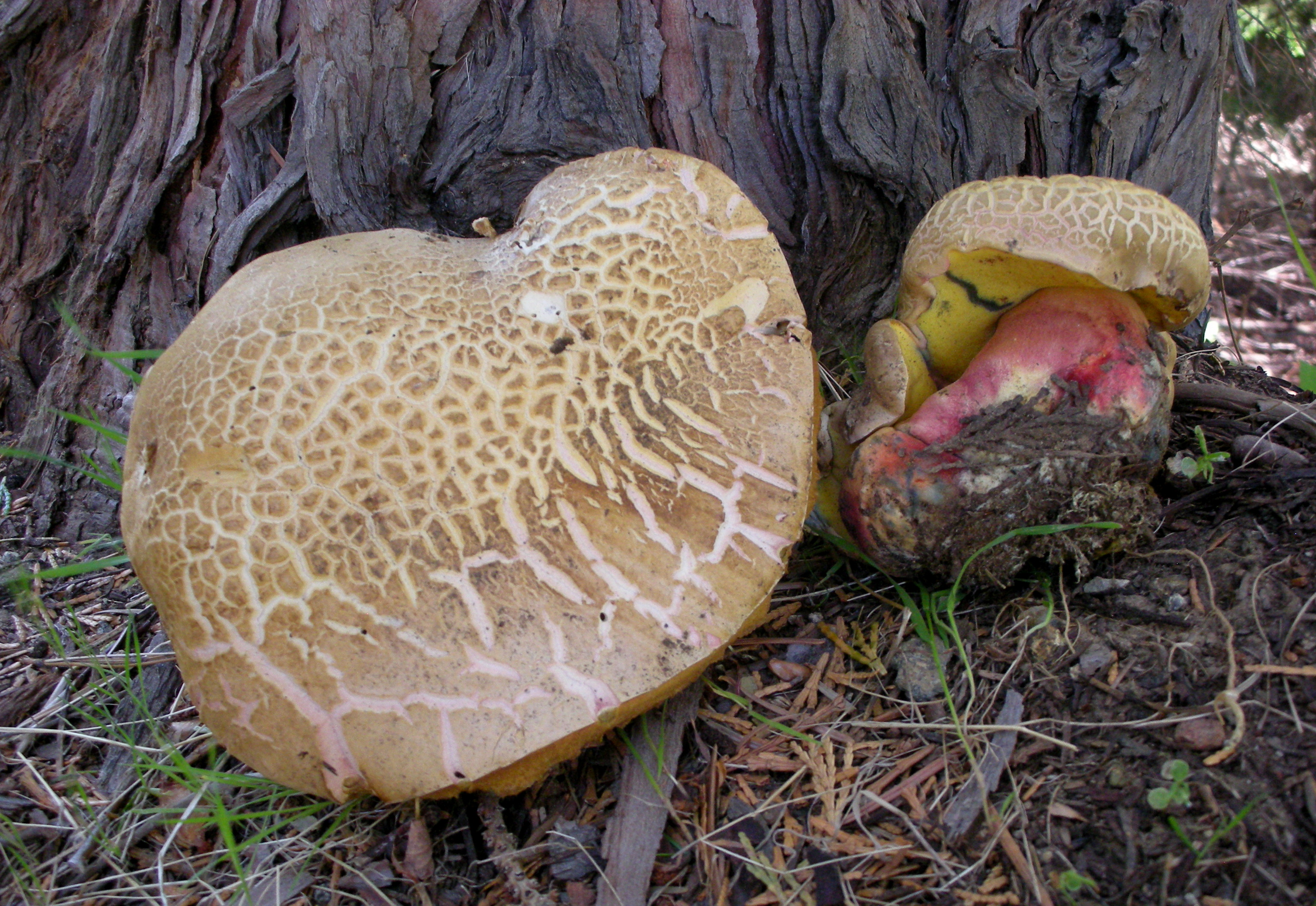
Caloboletus rubripes